# Match Point
Match Point ist ein Melodram-Thriller aus dem Jahr 2005 von Regisseur Woody Allen, der auch das Drehbuch schrieb. Bei seiner 39. Regiearbeit drehte Allen zum ersten Mal einen Film ausschließlich in England.

## Handlung
Der Film beginnt mit der Zeitlupenaufnahme eines Tennisballs, der die Netzkante trifft und senkrecht in die Höhe springt. Dann wird das Bild angehalten, und somit bleibt unklar, in welchem Feld der Ball landen wird.
Chris Wilton, der aus einfachen Verhältnissen aus Irland stammt und seine Karriere als Tennisprofi aufgegeben hat, kommt nach London, um als Tennislehrer in einem exklusiven Club zu arbeiten. Dort schließt er Bekanntschaft mit dem reichen Tom Hewett, der einer Industriellenfamilie entstammt und Mitglied der Londoner Prominenz ist. Chris scheint sich, wie Tom, für die Oper zu interessieren, und bald wird Chris zum gern gesehenen Gast im Hause der Familie. Der Vater Alec Hewett ist von Wilton beeindruckt, außerdem verliebt sich seine Tochter Chloe in ihn. Die beiden verabreden sich und beginnen bald eine Liebesbeziehung.
Bei den Hewetts lernt Chris Toms Verlobte, die schöne, aber völlig erfolglose US-amerikanische Schauspielerin Nola Rice, kennen. Die Beziehung zwischen Tom und Nola wird von den Eltern zwar toleriert, die Mutter ergeht sich aber immer wieder in gehässigen Anspielungen auf die brotlose Kunst der Schauspielerei.
Chris erhält nach vorsichtigen Interessenbekundungen und durch die Vermittlung Chloes bald eine Anstellung als Manager in Alec Hewetts Firma. Er heiratet Chloe und bezieht mit ihr eine luxuriöse Wohnung am Südufer der Themse. Chris scheint in Chloe verliebt zu sein, doch leidenschaftliches Begehren empfindet er eher für Nola. Nola und Tom trennen sich, nachdem dieser eine passendere Verlobte gefunden hat. Chris stellt daraufhin Nola nach, trifft sie zufällig in der Tate Gallery of Modern Art wieder und beginnt eine Affäre mit ihr. Das leidenschaftliche Verhältnis gerät jedoch in Schieflage, als Nola schwanger wird und immer fordernder auftritt.
Währenddessen bleibt bei Chloe trotz mehrerer Konsultationen bei Spezialisten eine Schwangerschaft aus. Angestrengt versucht Chloe, schwanger zu werden und verdächtigt ihren Ehemann zeitweise sogar, ein Verhältnis zu haben, da er sich immer öfter teilnahmslos zeigt, abwesend ist und heimliche Telefongespräche mit Nola führt.
Chris, der sein Leben seit einiger Zeit zwar als Last, zugleich aber auch als bequem empfindet, wird von Nola immer heftiger bedrängt, Chloe zu verlassen. Schließlich droht sie, Chloe über die Affäre aufzuklären. Chris fasst daraufhin den Entschluss, Nola „loszuwerden“. Aus dem Waffenschrank seines Schwiegervaters entwendet er ein Jagdgewehr sowie Munition und verschafft sich unter einem Vorwand Zutritt zur Wohnung einer Nachbarin Nolas. Dort erschießt er zuerst die alte Frau, durchwühlt ihre Zimmer und steckt wahllos Schmuck sowie Medikamente ein. Danach wartet er in der Wohnung ab, bis Nola zur verabredeten Zeit das Treppenhaus betritt, und erschießt sie ebenfalls. Die Medikamente und den Schmuck wirft Chris in die Themse. Der Ehering prallt dabei jedoch unbemerkt von einem Geländer ab und fällt zurück ans Ufer – eine visuelle Parallele zum anfangs gezeigten Tennisball und ein Verweis auf den Eingangsmonolog über die Rolle des Glücks.
Die ermittelnden Polizisten von Scotland Yard gehen zunächst stark davon aus, dass der Täter ein Drogensüchtiger gewesen sein müsse und Nola ein zufälliges Opfer war. Allerdings haben sie auch Chris im Verdacht und verhören ihn, weil Nola in ihrem Tagebuch von ihrer Liebesbeziehung berichtet hat. Chris weist die Polizisten darauf hin, dass er und seine Frau in Kürze ein Kind erwarten, und bittet diese um Nachsicht und Diskretion in ihren Ermittlungen. In einer traumartigen Szene erscheinen Chris sowohl Nola als auch die Nachbarin und werfen ihm seine Taten vor, und dass er dabei auch sein eigenes, ungeborenes Kind getötet hat. Chris gesteht ein, dass es angemessen wäre, wenn er festgenommen und bestraft würde; es wäre ein Zeichen von Gerechtigkeit oder ein Funken Hoffnung für so etwas wie Sinnhaftigkeit in der Welt. Der leitende Ermittler erkennt in einer nächtlichen Eingebung, dass Chris der Mörder sein muss und der Einbruch lediglich inszeniert wurde.
Kurz darauf wird der Ehering der Nachbarin im Besitz eines bei einem Raub zu Tode gekommenen Drogenabhängigen mit langem Vorstrafenregister gefunden. Alles scheint nun dafür zu sprechen, dass dieser den Ehering aus der Wohnung der alten Frau gestohlen und die Morde begangen hat. In der Folge hält man, wohl auch aus Bequemlichkeit, den Fall für geklärt.
In der Schlussszene des Films befindet sich Chris im Familienkreis. Man feiert die Geburt und die Ankunft des gemeinsamen neugeborenen Sohnes aus der Klinik. Der Film endet damit, dass Chris mit abwesender Miene aus dem Fenster nach draußen blickt, ohne sich am Gespräch der anderen zu beteiligen.

## Musik
Der Film enthält keine speziell für ihn komponierte Filmmusik, stattdessen hört man Klassiker der Opernmusik von Gaetano Donizetti („Una furtiva lagrima“ aus L’elisir d’amore), Giuseppe Verdi („Un dì felice, eterea“ aus La traviata, „Gualtier Maldè“ aus Rigoletto, „Mal reggendo all’aspro assalto“ aus dem Troubadour), Antônio Carlos Gomes („Mia piccirella“ aus der Oper Salvator Rosa), Gioachino Rossini („Arresta“ aus Guillaume Tell) und Georges Bizet („Mi par d’udir ancora“ aus Les pêcheurs de perles). Fünf der Titel wurden von Enrico Caruso gesungen. Kurz zu hören ist auch Musik von Andrew Lloyd Webber aus dem im Film vorkommenden Musical The Woman in White.
Die Arien haben verbindende, zugleich aber auch kommentierende Funktion. So beginnt und endet der Film mit der Arie Una furtiva lagrima, in der der Sänger seine unerfüllte Liebe beklagt. Chloe und Chris kommen sich erstmals vor dem Hintergrund des Liebesduetts aus Rigoletto näher. Die ausgedehnte Mordszene wird begleitet von den Zornausbrüchen Otellos, der manipulativen Traumerzählung Jagos („Era la notte“) und dem Schwurduett der beiden im zweiten Akt von Verdis Otello. Als Chris den gestohlenen Schmuck in die Themse wirft, ertönt die Arie des Macduff aus Verdis Macbeth („O figli, o figli miei!“), in der dieser die Ermordung seiner Kinder beklagt.

## Hintergrund
- Im Ablauf des Mordgeschehens werden deutliche Parallelen zu Schuld und Sühne erkennbar, jenem Buch, welches Chris gegen Beginn des Filmes liest. Die Parallelen werden mit der Frage nach Moral, Schuld und Gewissen bis gegen Ende des Filmes fortgeführt. Dieser Umstand verleiht dem Werk „Schuld und Sühne“ eine Schlüsselrolle in dem Melodrama.

- Mit Ausnahme der US-Amerikanerin Scarlett Johansson und des Iren Jonathan Rhys Meyers waren alle Darsteller des Films britischer Herkunft. Auch das Filmteam stammte mehrheitlich aus Großbritannien.

- Ursprünglich war Kate Winslet für die weibliche Hauptrolle vorgesehen. Sie stieg aber aus, da sie mit ihrem zweiten Kind schwanger wurde.

- Zu Beginn des Films sieht man, wie Chris Wilton den Roman Crime and Punishment (deutscher Buchtitel: Schuld und Sühne) liest, sowie das Buch The Cambridge Companion to Dostoevskii über dessen Autor Fjodor Dostojewski. Zudem wird der Spielfilm The Motorcycle Diaries (deutscher Titel: Die Reise des jungen Che) erwähnt, den die Hauptfiguren im Kino ansehen wollen. Als sich Chris und Chloe zu einer Verabredung im Kino treffen, ist eine Szene aus dem Film Rififi zu hören.

- Erstaufführung war am 12. Mai 2005 im Rahmen der Internationalen Filmfestspiele von Cannes, wo der Film außerhalb des Wettbewerbs gezeigt wurde. Offizieller Kinostart in Deutschland war am 29. Dezember 2005, in Großbritannien am 6. Januar 2006 und in den USA am 20. Januar 2006. In den Kinos der Vereinigten Staaten wurden rund 3,4 Millionen Besucher gezählt, in den Ländern der Europäischen Union waren es rund 7,1 Millionen, davon entfielen auf die deutschen Kinos 858.783 Besucher.

- Die Produktionskosten wurden auf rund 15 Millionen US-Dollar geschätzt. Weltweit spielte der Film in den Kinos rund 85 Millionen US-Dollar ein, davon rund 23 Millionen US-Dollar in den Staaten und 6,3 Millionen US-Dollar in Deutschland.[3]

- Die Dreharbeiten begannen am 12. Juni 2004 und endeten im August 2004. Mit Ausnahme eines Drehortes in der englischen Grafschaft Berkshire wurde der Film an Originalschauplätzen in London sowie in den Londoner Ealing Studios gedreht.[4]

- Der Regisseur äußerte sich in einem Interview mit der französischen Zeitung Le Figaro über den Film folgendermaßen:

„Es ist ein Film über das Glück. Über die Widersprüche von Ehrgeiz und Leidenschaft. Und über die Straflosigkeit. Ich bin persönlich kein Zyniker, aber es ist klar, dass es einen gewissen Zynismus in der Gesellschaft gibt und dass jedermann sich eines Tages Gedanken über die Ungerechtigkeit, über unbestrafte – sogar belohnte – Verbrechen machen sollte. Ich hatte die Idee einer Geschichte über dieses Thema, und es schien mir, dass sie ein Echo in der Literatur des 19. Jahrhunderts fand, insbesondere mit Schuld und Sühne.“

## Kritiken
- „Mit einem fulminanten Krimimelodram hat sich Woody Allen hier förmlich neu erfunden. War er vorher auf Komödien abonniert, die im New Yorker Intellektuellen-Milieu spielen, von viel Jazz untermalt sind und immer einen hibbeligen, mit dem Leben hadernden Mann zum Protagonisten haben, so hat Allen mit seinem neuen Film den Sprung in die alte Welt nicht nur geografisch vollzogen. […] Der Swing seiner New Yorker Filme ist hier der klassischen Oper gewichen, die – anders als der amerikanische Jazz – der besseren Gesellschaft vorbehalten ist und für Chris schließlich zur Eintrittskarte in die Upper Class wird. Es zeigt sich: Schwere, ironiefreie Stoffe liegen Allen mindestens so gut wie Komödien. Zum Schluss wartet der Film dann mit einer höchst überraschenden Erkenntnis auf: Manchmal ist es besser, wenn ein Ball nicht über das Netz geht!“ – Carsten Heidböhmer auf stern.de am 15. Dezember 2009.[6]

- „Ein Lehrstück, eine Upper-Class-Satire, eine Klischee-Sammlung, eine Literaturverarbeitung, ein Märchen. Woody Allens neuer Film ‚Match Point‘ lädt zur Identifikation mit dem Bösen ein. […] Also, ich war es, ungewarnt, der sich unversehens mit dem talentierten Aufsteiger Chris identifizierte und infolgedessen in Teufels Küche kam. Woody Allen hat es raffiniert und schön und vom Glück begünstigt hingekriegt, dass ich mich in Fragen von Moral, Sitte und Anstand auf der völlig falschen Seite wiederfand, und das auch noch mit Überzeugung. Alle Achtung, Woody Allen, du hast es geschafft, du hast mich geschafft. Ich habe mit dem Bösen mitgefiebert…“ – Dietrich Kuhlbrodt in Die Tageszeitung vom 29. Dezember 2005.[7]

- „Natürlich war der Film ursprünglich für Woodys Biotop New York geschrieben, aber dann konnte er in den USA keine Produzenten finden, die ihm die gewohnte Unabhängigkeit zusichern wollten. Die Ferne vom Neurosenpfuhl New York hat dem Film überaus gut getan. Und die Verlegung nach London hat der coolen Geschichte dann noch ein paar Grad Abkühlung zusätzlich gebracht, hat den aparten Grundton protestantischer Ethik noch ein wenig protestantischer gemacht. Gern würde man auch das ungewöhnliche Ende – mit seiner Mesalliance aus Zynismus und Moral – dem Einfluss des alten Europa zuschreiben.“ – Fritz Göttler in Süddeutsche Zeitung vom 28. Dezember 2005.[8]

- „‚Match Point‘ ist ein raffinierter Film über die moralischen Defekte unbedingten Erfolges und über die Unvereinbarkeit von Ehrgeiz und Liebe, Glück und Gerechtigkeit. […] Geschickt wechselt Allen die Erzähltempi, so lässt er sich unendlich viel Zeit damit, Nola Paul [sic!] in die Arme zu treiben. Doch bevor der Plot sich ins Melodramatische ausbreiten kann, befinden wir uns schon im Staccato eines Polizeifilms. […] Trotzdem spürt man den Allenschen Einfallsreichtum an jeder Ecke, seine sophistischen Purzelbäume, mit denen er die Gewissheiten des bürgerlichen Lebens kippt und seine assoziative Wendigkeit, mit der er immer wieder auf die Urthemen seines Oeuvres zusteuert, allen voran seine fast manische Beschäftigung mit Dostojewskis ‚Schuld und Sühne‘. […] Derart bitter und böse ist es selten zugegangen bei Woody Allen. Und am Ende hat man selbst das Glück in Verdacht, durch und durch korrupt zu sein.“ – Birgit Glombitza auf Spiegel Online am 28. Dezember 2005.[9]

## Auszeichnungen
- Oscarverleihung 2006:
  - Nominierung in der Kategorie Bestes Originaldrehbuch

- Golden Globe Awards 2006:
  - nominiert in den Kategorien
    - Bester Film – Drama
    - Beste Regie
    - Beste Nebendarstellerin (Scarlett Johansson)
    - Bestes Drehbuch

- Online Film Critics Society Awards 2006:
  - Nominierung in der Kategorie Bestes Originaldrehbuch

- César 2006:
  - Nominierung in der Kategorie Bester ausländischer Film

- Goya 2006:
  - Auszeichnung als Bester europäischer Film

- ADIRCAE Awards 2006
  - Bester ausländischer Film: Woody Allen

- Academy of Motion Picture Arts and Sciences of Argentina 2006
  - Bester ausländischer Film: Woody Allen

- Chicago Film Critics Association Awards 2006
  - Nominierung beste Nebendarstellerin Scarlett Johansson

- Cinema Writers Circle Awards, 2006
  - Nominierung Bester ausländischer Film (Mejor Película Extranjera): Woody Allen

- Dallas-Fort Worth Film Critics Association Awards 2005
  - Nominierung beste Nebendarstellerin Scarlett Johansson

- David di Donatello 2006
  - Bester ausländischer Film (Miglior Film dell’Unione Europea) Woody Allen

- Edgar Allan Poe Awards 2006
  - Nominierung bestes Drehbuch Woody Allen

- Goldener Adler (Russland) 2006
  - Nominierung Bester ausländischer Film: Woody Allen

- Golden Trailer Awards 2006
  - Bester Thriller

- Iowa Film Critics Awards 2006
  - Best Movie Yet to Open in Iowa

- Nastro d’Argento 2007
  - Nominierung Bester nicht-europäischer Regisseur (Regista del Miglior Film Non-Europeo) Woody Allen

- National Board of Review, 2005
  - Top Ten Films

- Robert Festival 2007
  - Nominiert: Bester amerikanischer Film (Årets amerikanske film) Woody Allen

- Russian Guild of Film Critics 2006
  - Nominiert: Bester ausländischer Film: Woody Allen

- Sant Jordi Awards 2006
  - Bester ausländischer Film: (Mejor Película Extranjera) Woody Allen

- St. Louis Film Critics Association
  - Nominiert beste Regie: Woody Allen
  - Nominiert bestes Drehbuch: Woody Allen

- Turia Awards 2006
  - Bester ausländischer Film: Woody Allen

- Utah Film Critics Association Awards 2005
  - Zweiter Platz (Beste Regie): Woody Allen